# Поминки за Фіннеганом
«Поминки за Фіннеганом» (англ. Finnegans Wake) — роман ірландського письменника Джеймса Джойса. Твір добре відомий своїм експериментальним стилем і репутацією одного з найскладніших творів художньої літератури в західному каноні. Його називають «твором художньої літератури, який поєднує в собі масу байок... з роботою аналізу та деконструкції». Написані в Парижі протягом сімнадцяти років і опубліковані в 1939 році, «Поминки за Фіннеганом» були останнім твором Джойса. Уся книга написана значною мірою мовою, яка поєднує стандартні англійські слова з неологізмами, ірландськими виразами та каламбурами кількома мовами для досягнення унікального ефекту. Багато критиків вважають, що ця техніка була спробою Джойса відтворити досвід сну та сновидінь , відтворюючи явище, як люди, поняття та місця зливаються уві сні. Роман є спробою Джойса поєднати багато своїх естетичних ідей із посиланнями на інші твори та сторонніми ідеями, вплетеними в текст. Джойс заявляв, що «кожен склад можна виправдати». Через лінгвістичні експерименти, стиль написання потоку свідомості, літературні алюзії, вільні асоціації сновидінь і відмову від наративних умовностей «Поминки за Фіннеганом» залишаються здебільшого нечитаними загалом.
Незважаючи на перешкоди, читачі та коментатори досягли загального висновку щодо центрального складу персонажів книги та, меншою мірою, її сюжет. Ключові деталі залишаються невловимими. У книзі в неортодоксальний спосіб розповідається про сім’ю Ервікерів, до складу якої входять батько HCE, мати ALP та їхні троє дітей Шем Писака, Шон Листоноша та Іссі. Після невизначених чуток про HCE, книга, у нелінійній розповіді сну , розповідає про спроби його дружини виправдати батька за допомогою листа, боротьбу його синів, щоб замінити його, піднесення Шона до видатності та фінальний монолог ALP на світанку. Початковий рядок книги — це фрагмент речення, який продовжує незакінчений заключний рядок книги, що робить твір нескінченним. Багато відомих дослідників Джойса, як-от Семюел Беккет  і Дональд Філіп Верен , пов’язують цю циклічну структуру з основоположним текстом Джамбаттіста Віко La Scienza Nuova (Нова наука), на основі якого вони стверджують, що  «Поминки за Фіннеганом»  структуровані.
Відтоді твір посів визначне місце в англійській літературі. Ентоні Берджесс похвалив «Поминки за Фіннеганом» як «чудове комічне бачення, одну з небагатьох книг у світі, яка може змусити нас сміятися вголос майже на кожній сторінці». Видатний літературознавець Гарольд Блум назвав його шедевром Джойса і в «Західному каноні» (1994) написав, що «якби естетичні достоїнства колись знову стали центром канону, [Поминки за Фіннеганом] були б настільки близькі до нашого хаосу вершини Шекспіра і Данте».

## Тло і композиція

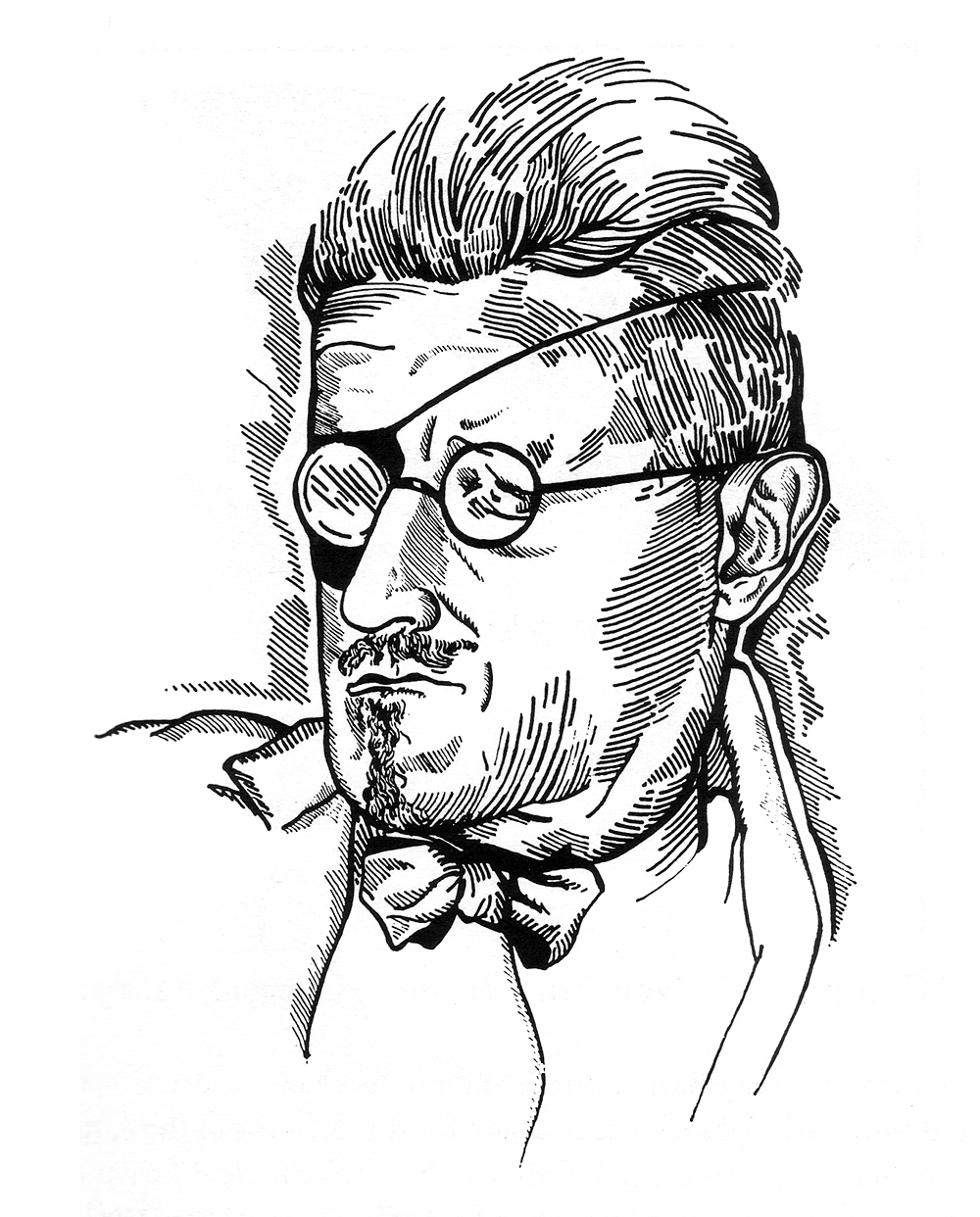
Малюнок Джойса (з пов’язкою на оці) роботи Джуни Барнса 1922 року, коли Джойс розпочав 17-річну роботу з написання «Поминок за Фіннеганом »

Джойс був настільки втомлений, закінчивши роботу над «Уліссом», що цілий рік не написав жодного прозового рядка. 10 березня 1923 року він надіслав листа своєму покровителю Гарієт Вівер: «Вчора я написав дві сторінки — перші, які я маю після останнього «Так» Улісса. Знайшовши ручку, я з деякими труднощами переписав їх великим почерком на подвійний аркуш бланка, щоб я міг їх прочитати» . Це найперша згадка про те, що згодом стане «Поминками за Фіннеганом ».
Дві сторінки, про які йде мова, складалися з короткого ескізу «Родерік О'Конор» про історичного останнього короля Ірландії, який прибирав за гостями, випиваючи осад з їхніх брудних склянок. Джойс завершив ще чотири короткі ескізи в липні та серпні 1923 року під час відпустки в Богнорі. Скетчі, які стосувалися різних аспектів історії Ірландії, широко відомі як «Трістан та Ізольда», «Святий Патрік і друїд», «Орісони Кевіна» та «Мамалухо». Хоча ці замальовки згодом у тій чи іншій формі будуть включені до «Поминок за Фіннеганом», вони не містили жодного з головних героїв чи сюжетних моментів, які згодом стануть основою книги. Перші ознаки того, що врешті-решт перетвориться на «Поминки за Фіннеганом», з’явилися в серпні 1923 року, коли Джойс написав ескіз «Сюди приходять усі», у якому вперше йдеться про головного героя книги HCE.
Протягом наступних кількох років метод Джойса став методом «все більш одержимої турботи про конспектування, оскільки [він] очевидно вважав, що будь-яке написане ним слово спочатку має бути записане в якийсь блокнот». У міру того як Джойс продовжував включати ці нотатки у свою роботу, текст ставав дедалі щільнішим і незрозумілішим.
До 1926 року Джойс в основному завершив першу та третю частини. Ґерт Лернаут стверджує, що на цій ранній стадії частина I мала «справжній фокус, який виник із ескізу HCE [«Всі йдуть»]: історія HCE, його дружини та дітей. Були пригоди самого Хемфрі Чімпдена Ервікера та чутки про них у розділах 2–4, опис листа його дружини ALP у розділі 5, викриття його сина Шема в розділі 7 та діалог про ALP у розділі 8. Ці тексти [...] становили єдність» . Того ж року Джойс познайомився з Марією та Еженом Жолас у Парижі, саме тоді, коли його нова робота викликала все більш негативну реакцію читачів і критиків, кульмінацією чого стала відмова The Dial опублікувати чотири розділи частини III у вересні 1926 року. Жоласи надавали Джойсу цінне заохочення та матеріальну підтримку протягом тривалого процесу написання «Поминок за Фіннеганом»  і опублікували розділи книги в серійній формі у своєму літературному журналі Transition під назвою Work in Progress. Протягом наступних кількох років Джойс швидко працював над книгою, додаючи те, що згодом стане розділами 1 і 6, і переглядаючи вже написані сегменти, щоб зробити їх лексично складнішими.
До цього часу деякі ранні прихильники творчості Джойса, такі як Езра Паунд і брат автора Станіслав Джойс, дедалі більше не симпатизували його новим творам. Щоб створити більш сприятливий критичний клімат, група прихильників Джойса (зокрема Семюел Беккет, Вільям Карлос Вільямс, Ребекка Вест та інші) зібрала збірку критичних есе про новий твір. Він був опублікований у 1929 році під назвою «Наше дослідження навколо його фактифікації для викриття незавершеної роботи». У липні 1929 року, дедалі більше деморалізований поганими відгуками, які отримав його новий твір, Джойс звернувся до свого друга Джеймса Стівенса з проханням завершити книгу. Наприкінці 1929 року Джойс писав Віверу, що він «пояснив [Стівенсу] все про книгу, принаймні багато чого, і він пообіцяв мені, що якщо я вважаю божевіллям продовжувати у моєму стані, і не бачу іншого виходу, він присвятить себе серцем і душею завершенню його, тобто другої частини та епілогу четвертої». Очевидно, Джойс вибрав Стівенса через забобони, оскільки він народився в тій же лікарні, що й Джойс, рівно через тиждень, і мав спільні імена самого Джойса та його вигаданого альтер-его Стівена Дедалуса. Зрештою Стівенса не попросили закінчити книгу.
У 1930-х роках, коли він писав частини II і IV, прогрес Джойса значно сповільнився. Це сталося через низку факторів, включаючи смерть його батька Джона Станіслава Джойса в 1931 році; стурбованість психічним здоров'ям своєї доньки Люсії; і його власні проблеми зі здоров'ям, головним чином погіршення зору.
«Поминки за Фіннеганом» були видані 4 травня 1939 року у вигляді книги після 17 років написання.  Джойс помер дванадцять місяців потому в Цюриху, 13 січня 1941 року.

## Короткий зміст розділів
Поминки за Фіннеганом складаються із сімнадцяти розділів, розділених на чотири частини або книги. Частина I містить вісім розділів, частини II і III містять по чотири, а частина IV складається лише з одного короткого розділу. Розділи з’являються без назв, і хоча Джойс ніколи не надавав можливих імен розділів, як він зробив це для «Улісса », він давав найменування різним розділам, опублікованим окремо (див. Історію публікацій нижче). Стандартна практика полягає в тому, щоб номер частини вказувати римськими цифрами, а назву розділу — арабською, так що III.2, наприклад, вказує на другий розділ третьої частини.
Враховуючи рухливий і мінливий підхід книги до сюжету та персонажів, остаточний, критично узгоджений короткий опис сюжету залишається невловимим (див. Критичну реакцію та теми: Труднощі короткого опису сюжету нижче). Таким чином, наступний синопсис намагається підсумувати події в книзі, які знаходять загальний, хоча неминуче не єдиний висновок серед критиків.

### Частина І
Увесь твір утворює цикл: останнє речення — фрагмент — повертається до початкового речення: «a way a lone a last a loved a long the / riverrun, past Eve and Adam's, from swerve of shore to bend of bay, brings us by a commodious vicus of recirculation back to Howth Castle and Environs». Сам Джойс розповів, що книга «закінчується в середині речення і починається в середині того самого речення». У вступному розділі (I.1) дія книжки описана як «Замок Хаут і його околиці» (тобто район Дубліна ), а також представлено дублінського перевізника Фіннегана, який насмерть падає з драбини під час будівництва стіни. Дружина Фіннегана Енні кладе його труп як їжу для скорботних на його поминках, але він зникає, перш ніж вони встигають його з’їсти. Далі йде серія епізодичних обрамлень, які приблизно пов’язані з мертвим Фіннеганом. Їх найчастіше називають «The Willingdone Museroom», «Mutt and Jute»   і «The Prankquean». Наприкінці глави спалахує бійка, віскі бризкає на труп Фіннегана, і «мертвий Фіннеган піднімається зі своєї труни, кричачи через віскі, і його плакальники кладуть його назад», переконуючи його, що йому краще там, де він є.  Розділ закінчується зображенням персонажа HCE, який пливе до Дублінської затоки, щоб відіграти центральну роль в історії.

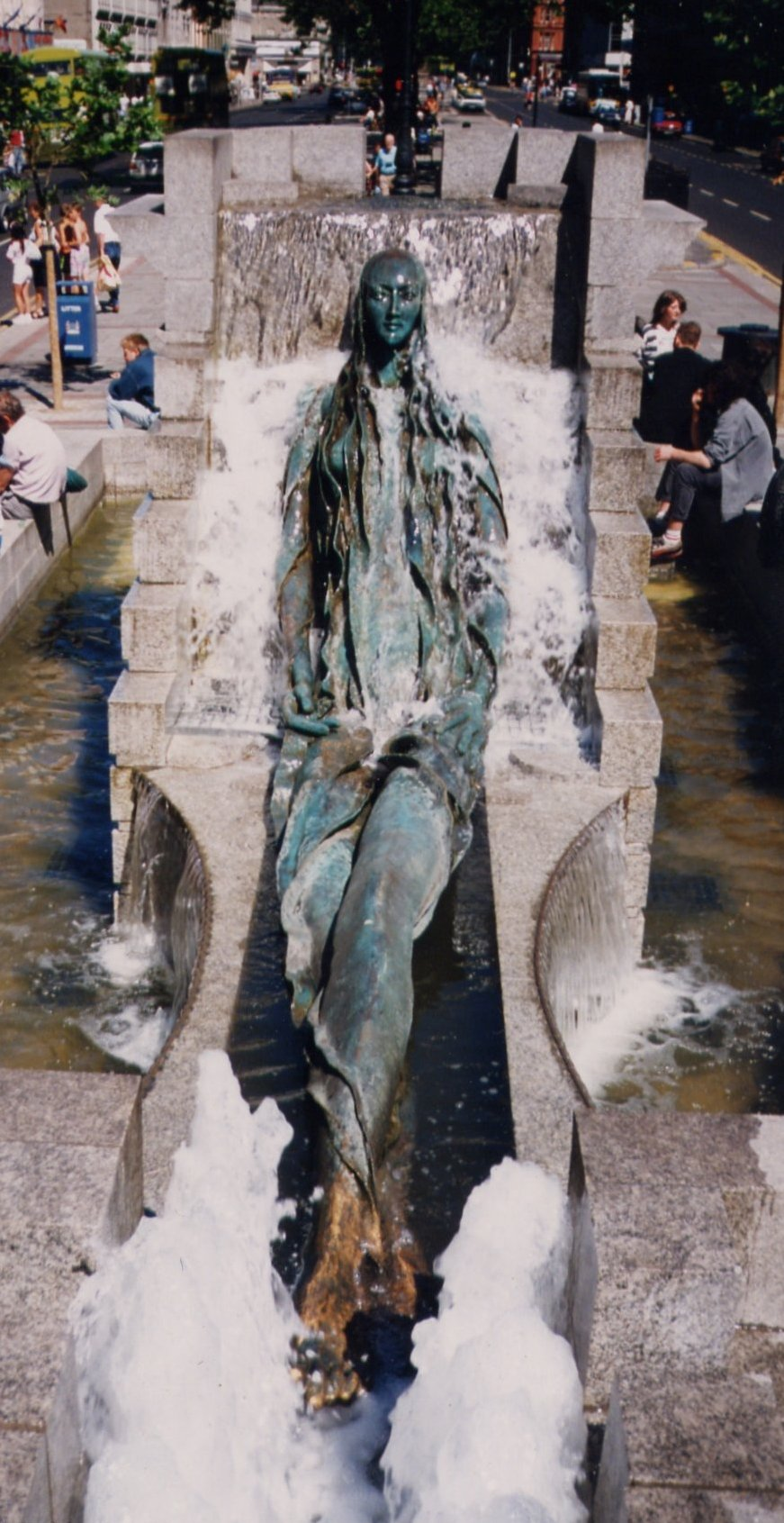
Фонтан у Дубліні, який представляє Анну Лівію Плюрабель, персонаж у «Поминках за Фіннеганом ».

I.2 починається розповіддю про «Гарольда чи Хамфрі» Чімпдена, який отримав прізвисько «Вухастий » від Короля-моряка, який стикається з ним, коли той намагався ловити вуховерток за допомогою перевернутого квіткового горщика на палиці, під час керування платною брамою, через яку проходить король. Це ім’я допомагає Чімпдену, тепер відомому за ініціалами HCE, піднятися в дублінському суспільстві як «Сюди приходять усі». Потім він пригнічений чутками, які починають поширюватися Дубліном, очевидно, щодо сексуального посягання за участю двох дівчат у парку Фенікс, хоча деталі злочину HCE змінюються з кожним переказом подій.
Розділи з I.2 по I.4 розповідають про розвиток цієї чутки, починаючи зі зустрічі HCE із «хлопцем з трубою» у Фенікс-парку. Хлопець вітає HCE гельською мовою та запитує  котра година, але HCE неправильно розуміє це питання як звинувачення та викриває себе, заперечуючи чутки, яких він ще не чув. Ці чутки швидко поширилися Дубліном, набираючи обертів, поки не перетворилися на пісню, написану персонажем Хості під назвою «Балада про Персе О'Райлі». У результаті HCE переховується, де під час чого його осаджує біля зачинених воріт його ж пабу приїжджий американець, який шукає випивку в неробочий час. HCE зберігає мовчання – не реагує на звинувачення чи словесні образи – і мріє, як його ховають у труні на дні озера Лох-Ніг . Він врешті постає перед судом під ім’ям Фесті Кінг. Зрештою його звільняють і він знову переховується. Важливий доказ під час суду – лист про HCE, написаний його дружиною ALP, – вимагається для більш детального вивчення.
Лист ALP стає центральним пунктом, оскільки його детально проаналізовано в I.5. Цей лист ALP продиктувала своєму синові Шему, письменнику, і довірила для доставки своєму іншому синові Шону, листоноші. Лист так і не досягає місця призначення, опиняючись у купі, де його викопує курка на ім’я Бідді. Розділ I.6 відступає від оповіді, щоб більш детально представити головних і другорядних персонажів у формі дванадцяти загадок і відповідей. В одинадцятому запитанні чи загадці Шона запитують про його стосунки з братом Шемом, і як частина його відповіді розповідається притча про Мукса та Грипсів. :117–122
В останніх двох розділах частини I ми дізнаємося більше про автора листа Шема Писаку (I.7) та його оригінального автора, його матір ALP (I.8). Розділ про Шема складається з «вбивства персонажем Шона свого брата Шема», який описує художника-герметиста як фальсифікатора та обманщика, а потім «Шема захищає його мати [ALP], яка з’являється в кінці, щоб прийти і захистити її сина."  Наступний розділ про матір Шема, відомий як «Анна Лівія Плюрабель», переплітається з тисячами назв річок з усього світу і вважається найвідомішим уривком книги. У 1924 році Джойс описав цей розділ як «балакучий діалог двох прачок, які з настанням ночі перетворюються на камінь і дерево». Ці дві прачки пліткують про реакцію ALP на звинувачення, висунуті проти її чоловіка HCE, коли вони перуть одяг у Ліффі. Кажуть, що ALP написала листа, в якому заявила, що втомилася від свого чоловіка. Потім їхні плітки відходять до її юнацьких справ і сексуальних стосунків, перш ніж повернутися до публікації провини HCE у ранковій газеті та помсти його дружини чоловіковим ворогам: позичивши поштовий мішок у свого сина Шона Листоноші, вона доставляє подарунки  своїм 111 дітям. Наприкінці розділу прачки намагаються підхопити нитку історії, але їхня розмова стає дедалі складнішою, оскільки вони знаходяться по різні боки Ліффі, що розширюється, і починаються сутінки. Нарешті, коли вони перетворюються на дерево і камінь, вони просять розповісти їм казку про Шема чи Шона.

### Частина II
У той час як Частина I Поминки за Фіннеганом стосується переважно батьків HCE та ALP, Частина II зосереджується на їхніх дітях, Шемові, Шону та Іссі.
II.1 починається програмою-пантомімою, яка відносно чіткою мовою описує особистості та атрибути головних героїв книги. Далі в цьому розділі йдеться про гру в здогадування серед дітей, у якій Шем тричі намагається вгадати за допомогою погляду колір, який вибрали дівчата. Нездатний відповісти через поганий зір, Шем з ганьбою йде у вигнання, а Шон завойовує прихильність дівчат. Нарешті з пабу виходить HCE і громовим голосом кличе дітей усередину.
Розділ II.2 розповідає про Шема, Шона та Іссі, які вчаться нагорі в пабі, після того як їх покликали всередину в попередньому розділі. Розділ описує, як «[Шем] тренує [Шона], як робити Евклід Bk I, 1», і структурований як «репродукція старого класного зошита для школярів (і школярок) із маргіналіями близнюків, які міняються ролями в перерві, і виноски дівчини (хто не робить)». Коли Шем (тут його звуть Дольф) допоміг Шону (тут його звуть Кев) намалювати діаграму Евкліда, останній розуміє, що він намалював схему геніталій ALP, і «Кев нарешті усвідомлює значення трикутників [..і.. ] вражає Дольфа». Після цього «Дольф прощає Кеву», а дітям дають «завдання на твір про 52 відомих людей». Розділ закінчується дитячим «нічним листом» до HCE та ALP, у якому вони «очевидно об'єднані бажанням подолати своїх батьків».
Sections 2–3: an interruption in which Kate (the cleaning woman) tells HCE that he is wanted upstairs, the door is closed and the tale of Buckley is introduced.
Sections 4–5: the tale, recounted by Butt and Taff (Shem and Shaun) and beamed over the television, of how Buckley shot the Russian General (HCE)
 – Danis Rose's overview of the extremely complex chapter 2.3, which he believes takes place in the bar of Earwicker's hotel.
II.3 переходить до опису HCE, що працює в пабі поверхом нижче під дітьми, які навчаються. Коли HCE обслуговує своїх клієнтів, через радіо та телевізори бару транслюються дві розповіді, а саме «Норвезький капітан і дочка кравця» і «Як Баклі застрелив російського генерала». Перша зображує HCE як норвезького капітана, який піддався любові до домашнього життя й одружився з донькою кравця. Друга, розказаний Шемом і Шоном, шифрує Батта і Таффа, представляє HCE як російського генерала, якого застрелив Баклі, ірландський солдат британської армії під час Кримської війни. Ервікер був відсутній протягом останньої історії, оскільки його викликала нагору ALP. Він повертається і зазнає ганьби з боку своїх клієнтів, які бачать те, що Баклі застрелив генерала, символом того, що Шем і Шон замінили свого батька. Це засудження його характеру змушує HCE зробити загальне зізнання у своїх злочинах, включаючи кровозмішне бажання до молодих дівчат. Нарешті приходить поліцейський, щоб відправити п'яних клієнтів додому, паб зачиняється, і клієнти зникають, співаючи вночі. Тоді як п'яний HCE, прибираючи бар і ковтаючи залишки склянок, що залишилися позаду, перетворюється на старовинного верховного ірландського короля Рорі О'Коннора і втрачає свідомість.
II.4, зображуючи сон п'яного та сплячого Ервікера, розповідає про шпигунство чотирьох старих (Матью, Марка, Луки та Івана) під час подорожі Трістана та Ізольди. У короткому розділі зображено «старого як короля Марка, якого покинули молоді закохані, які відпливають у майбутнє без нього», у той час як четверо старих спостерігають за Трістаном та Ізольдою та пропонують чотири переплетені коментарі про коханців які «завжди повторюються».

### Частина III
Частина III стосується майже виключно Шона, у його ролі листоноші, який повинен доставити лист ALP, який згадувався в частині I, але ніколи не бачений.
III.1 починається з Чотирьох Старих, об'єднаних у Мамалуйо, який розповідає, як він думав, що, коли він «засинав», він почув і побачив привида Шона Листоноші. У результаті Шон знову прокидається і, пливучи по Ліффі в бочці, отримує чотирнадцять запитань щодо значення та змісту листа, який він несе. Шон «боїться бути зневаженим, насторожений, і примирливі оповідачі ніколи не отримують від нього прямої відповіді». Відповіді Шона зосереджені на його власній хвалькуватості та його застереженнях автора листа — його брата-художника Шема. Відповідь на восьме запитання містить історію Ондта та Грейсхопера — інше обрамлення стосунків Шона і Шема. Після допиту Шон втрачає рівновагу, і бочка, в якій він плавав, перекидається, і він котиться назад за межі поля зору оповідача, перш ніж повністю зникнути з поля зору.
У III.2 Шон знову з'являється як «Жвавий Джаун» і виголошує довгу та інтимну проповідь своїй сестрі Іссі та її двадцяти восьми однокласникам зі школи Св. Брігід. У цій книзі Шон безперервно регресує, перетворюючись зі старого на дорослу дитину, що лежить на спині, і зрештою, у III.3, на посудину, через яку голос HCE знову говорить за допомогою духовного середовища. Це призводить до того, що HCE захищає своє життя в уривку «Haveth Childers Everywhere». Частина III закінчується в спальні містера і місіс Портер, їхні діти, Джеррі, Кевін та Ізобель Портер, сплять нагорі, а надворі світає (III.4). Джеррі прокидається від кошмару про страшну постать батька, і місіс Портер іде втішити його словами: «Ти спав, любий».

### Частина IV
Частина IV складається лише з одного розділу, який, як і початковий розділ книги, здебільшого є серією, здавалося б, не пов’язаних між собою розповідей. Після вступного заклику до світанку решта розділу складається з історій «Святий Кевін», «Берклі та Патрік» і «Шановний лист». Останнє слово надано ALP, оскільки книга закінчується версією її Листа та її останнього довгого монологу, у якому вона намагається розбудити свого сплячого чоловіка, проголошуючи: «Вставай, людино, ти так спав довго!», і згадує прогулянку, яку вони колись здійснили, і сподівається на її повторення. Наприкінці її монологу ALP у ролі річки Ліффі – зникає на світанку в океані. Останні слова книги обірвані, але їх можна перетворити на повне речення, приєднавши їх до слів, з яких починається книга:
Шлях одинокий і останній улюблений довгою течією річки, повз Єву й Адама, від повороту берега до вигину затоки, повертає нас через commodius vicus рециркуляції назад до замку Хоут і його околиць.

## Персонажі
Критики розходяться в думках щодо того, чи існують конкретні персонажі в «Поминках за Фіннеганом». Наприклад, Грейс Еклі стверджує, що персонажі відрізняються один від одного, і захищає це поясненням подвійних оповідачів, «нас» у першому абзаці, а також відмінності між Шемом і Шоном, тоді як Марго Норріс стверджує, що «персонажі мінливі та взаємозамінні». Підтримуючи останню позицію, Ван Халле вважає, що «персонажі» в «Поминках за Фіннеганом » — це скоріше «архетипи або амальгами персонажів, які приймають різні форми», а Рікельме так само називає склад мінливих персонажів книги « протейними ». Ще в 1934 році, у відповідь на нещодавно опублікований уривок «The Mookse and the Gripes», Рональд Саймонд стверджував, що «персонажі Work in Progress, відповідно до просторово-часового хаосу, в якому вони живуть, змінюють ідентичність за бажанням». Одного разу вони є особами, потім — річками, камінням чи деревами, згодом — уособленням ідеї, часом вони губляться й ховаються в структурі прози, з винахідливістю, що набагато перевершує кросворди». Таке приховування ідентичності персонажів призвело до певної невідповідності щодо того, як критики ідентифікують головних героїв книги. Хоча більшість дійшла висновку, що Фесті Кінг, який постає перед судом у I.4, є типом HCE, не всі аналітики погоджуються з цим – наприклад, Ентоні Берджесс вважає, що це Шон.
У той час як персонажі знаходяться в стані постійної зміни — постійно змінюються імена, професії та фізичні атрибути — можна помітити повторюваний набір основних символів або типів персонажів (те, що Норріс називає « шифрами »). Під час написання «Поминок за Фіннеганом» Джойс використовував знаки, або так звані «сигли», а не імена для позначення цих типів персонажів. У листі до свого мецената Гаррієт Шоу Вівер (березень 1924 р.) Джойс склав список цих сигл. Для тих, хто стверджує про існування характерних персонажів, книга зосереджена на родині Ервікерів, яка складається з батька, матері, синів-близнюків і доньки.

### Гамфрі Чімпден Ервікер (HCE)
Кітчер виступає за батька HCE як головного героя книги, заявляючи, що він є «домінуючою фігурою [...]. Його провина, його недоліки, його невдачі пронизують всю книгу». Бішоп стверджує, що хоча постійна зміна характеру та атрибутів HCE може спонукати нас вважати його «будь-якою людиною», він стверджує, що «сама щільність певних повторюваних деталей і проблем дозволяє нам знати, що він конкретний, справжній дублінець." Загальний критичний висновок щодо незмінного характеру HCE коротко описується Бішопом як «старий чоловік-протестант скандинавського походження, пов’язаний із пивним бізнесом десь у районі Чапелізода, який має дружину, дочку та двох синів».
У книзі HCE згадується буквально тисячами імен; що змусило Теренса Кілліна стверджувати, що в  «Поминках за Фіннеганом» «іменування — це [...] плавний і тимчасовий процес». HCE спочатку згадується як «Гарольд або Хамфрі Чімпден»; поєднання цих імен як «Гаромфрейльд»  і як наслідок його ініціалів «Сюди приходять усі».  Ці ініціали піддаються фразі за фразою по всій книзі; наприклад, з’являється у першому реченні книги як «Howth Castle and Environs». По мірі того, як робота просувається, імена, якими його можна називати, стають все більш абстрактними (наприклад, «Фінн МакКул»,  «Містер Мейкол пішов»  або «Містер Портер»  ).
Деякі критики Wake, такі як Фінн Фордхем, стверджують, що ініціали HCE походять від ініціалів кремезного політика Г’ю Чайлдерса (1827–96), якого прозвали «Сюди приходять усі» за його розмір.
Багато критиків бачать у Фіннегані, чия смерть, пробудження та воскресіння є предметом першої глави, або прототипом HCE, або ще одним із його проявів. Одна з причин такого близького ототожнення полягає в тому, що Фіннегана називають "man of hod, cement and edifices" і "like Haroun Childeric Eggeberth" ототожнюючи його з ініціалами HCE. Парріндер, наприклад, стверджує, що «Бігместер Фіннеган [...] є HCE», і знаходить, що його падіння та воскресіння передвіщає «падіння HCE на початку Книги I [яке] відбувається паралельно з його воскресінням наприкінці III.3, у розділі, який спочатку називався «Haveth Childers Everywhere», коли привид [HCE] виступає посеред сеансу ».

### Анна Лівія Плюрабель (ALP)
Патрік Маккарті описує дружину HCE ALP як «жінку-річку, чия присутність мається на увазі в «течі», якою починається «Поминки за Фіннеганом» і чий монолог завершує книгу. Упродовж понад шестисот сторінок Джойс представляє нам Анну Лівію майже виключно через інших персонажів, подібно до того, як в «Уліссі» ми чуємо те, що Моллі Блум має сказати про себе лише в останньому розділі». Найширше обговорення ALP міститься в розділі I.8, де сотні назв річок вплітаються в історію життя ALP, яку розповіли дві прачки, що пліткують. Подібним чином сотні назв міст вплетені в «Haveth Childers Everywhere», відповідний уривок у кінці III.3, який зосереджується на HCE. Як наслідок, зазвичай стверджується, що HCE уособлює місто Дублін, засноване вікінгами, а його дружина ALP уособлює річку Ліффі, на березі якої було побудоване місто.

### Шем, Шон та Іссі
У ALP і HCE є дочка Іссі, особистість якої часто роздвоєна (представлена її дзеркальним близнюком). Парріндер стверджує, що «як дочка і сестра, вона є об’єктом таємного і пригніченого бажання як для свого батька [...], так і для своїх двох братів». Сини-близнюки HCE і ALP складаються з письменника на ім’я Шем Писака і листоноші на ім’я Шон Листоноша які змагаються за заміну свого батька та за прихильність своєї сестри Іссі. Шон зображений як тупий листоноша, який відповідає очікуванням суспільства, а Шем — яскравий художник і зловісний експериментатор, якого в книзі часто сприймають як альтер-его Джойса. Г’ю Стейплз вважає, що Шон «хоче, щоб про нього думали як про міського чоловіка, який стильно одягається, ненажеру та гурмана... Він має музичний голос і є хвастуном. Він не щасливий у своїй роботі, яка є роботою посильного чи листоноші; він би радше був священиком». Раптове і дещо несподіване підвищення Шона до центрального персонажа книги в Частині III пояснюється Тіндаллом твердженням, що «позбувшись старого HCE, Шон стає новим HCE».
Як і їхній батько, Шем і Шон у книзі називаються різними іменами, наприклад «Кедді і Примас»;  «Мерцій» і «Юстій»;   «Дольф і Кевін»; і «Джеррі і Кевін». Ці близнюки протиставлені в книзі алюзіями на набори протилежних близнюків і ворогів у літературі, міфології та історії; такі як Сет і Гор з історії Осіріса ; біблійні пари Яків і Ісав, Каїн і Авель, а також святий Михайло і диявол, прирівнюючи Шона до «Міка», а Шема до «Ніка», а також Ромула і Рема. Вони також представляють протиставлення часу і простору, дерева і каменю. :224

### Другорядні персонажі
Найбільш часто повторюваними персонажами за межами родини Ервікерів є четверо старих, відомих під загальною назвою «Мамалуйо» (поєднання їхніх імен: Метт Грегорі, Маркус Лайонс, Люк Тарпі та Джонні Мак Дугал). Ці четверо найчастіше виступають як оповідачі, але вони також відіграють низку активних ролей у тексті, наприклад, коли вони служать суддями в судовій справі I.4, або як інквізитори, які допитують Позіхання в III.4. Тіндол підсумовує ролі, які відіграють ці старі люди, як Чотирьох Вчителів, Чотирьох Євангелістів і чотирьох Провінцій Ірландії («Матвій, з півночі, це Ольстер ; Марк з півдня — Манстер; Лука зі сходу — Ленстер; а Джон із заходу — Коннот». :255 Згідно з Фінном Фордхемом, Джойс розповів своїй невістці Хелен Флейшман, що «Мамалуйо» також представляє власну сім’ю Джойса, а саме його дружину Нору (mama), доньку Лючію (lu) і сина Джорджіо (jo). :77
Окрім чотирьох старих, є група з дванадцяти неназваних чоловіків, які завжди з’являються разом і є клієнтами в пабі Ервікера, пліткарями про його гріхи, присяжними на суді та плакальниками на його поминках. :5 У родині Ервікерів також є два прибиральники: Кейт, покоївка, і Джо, який по черзі працює різноробочим і барменом у пабі Ервікера. Тіндаль вважає цих персонажів старішими версіями ALP і HCE. :4-5 Кейт часто виконує роль куратора музею, як в епізоді «Willingdone Museroom» 1.1, і її впізнають за повторюваним мотивом Tip! Джо часто називають «Секерсон», і Кітчер описує його як «фігуру, яка іноді грає роль поліцейського, іноді [...] убогого покидька, а найчастіше дивака в корчмі HCE.  Він - чоловічий аналог Кейт, який може неоднозначно вказувати на старішу версію HCE». :17